# Blauwezandbrug
De Blauwezandbrug (brug 92) is een vaste brug in Amsterdam-Noord.
Ze vormt de verbinding tussen de Waddendijk en de Rode Kruisstraat. Ze overspant de ringsloot van Tuindorp Buiksloot nabij de Grote Die. De brug is in 1939 ontworpen door Piet Kramer van de Dienst der Publieke Werken. De brug werd geplaatst in 1940/1941 en vertoont kenmerken van de Amsterdamse Schoolstijl. De gebruikte bakstenen (natuursteen ontbreekt hier bijna) zijn zowel horizontaal als verticaal gemetseld. Net boven de waterspiegel zijn bovendien enige geribbelde versieringen aangebracht. De duiker kent de voor Kramer typische smeedijzeren balustrades, die hier ver tot op de walkanten doorlopen. Ze maken de brug onopvallend in landschap en rijweg. Ook in de trappetjes naast de brug is Kramers hand herkenbaar. Opvallend voor Kramer is het gewapend beton in de overspanning. Het zou de laatste door Kramer ontworpen brug in Amsterdam-Noord blijven. 
De naam Blauwezandbrug verwijst naar de bijnaam van Tuindorp Buiksloot (Blauwe Zand), waarvan de opgespoten grond een blauwe teint liet zien, voordat ze volgebouwd werd.
1 · 2 · 3 · 4 · 5 · 6 · 7 · 8 · 9 · 10 · 11 · 12 · 13 · 14 · 15 · 16 · 17 · 18 · 19 · 20 · 21 · 22 · 23 · 24 · 25 · 26 · 27 · 28 · 29 · 30 · 31 · 32 · 34 · 35 · 36 · 37 · 38 · 39 · 40 · 41 · 42 · 43 · 44 · 45 · 46 · 47 · 48 · 49 · 50 · 51 · 52 · 53 · 54 · 55 · 56 · 57 · 58 · 59 · 60 · 61 · 62 · 63 · 64 · 65 · 66 · 67 · 68 · 69 · 70 · 71 · 72 · 73 · 74 · 75 · 76 · 77 · 78 · 79 · 80 · 81 · 82 · 84 · 85 · 86 · 87 · 88 · 89 · 90 · 91 · 92 · 93 · 94 · 95 · 96 · 97 · 98 · 99 · >>>
Brugnummers 33 en 83 zijn niet (meer) vergeven